# Hattie Morahan
Harriet Jane Morahan (n. 1979, Londra) este o actriță engleză.

## Date biografice
Hattie este fiica cea mai tânără a producătorului de film Christopher Morahan și a actriței Anna Carteret. Ea a urmat școala superioară din Frensham și New Hall. Ea a studiat în Cambridge, în timpul studiului a jucat în diferite piese prezentate studenților. Deja la vârsta de 17 ani joacă rolul principal în filmul "Una Gwithian". În 1999 este distinsă cu un premiu la "National Student Drama Festival". Ea este logodită cu actorul și producătorul de film Blake Ritson cu care a pregătit împreună câteva filme de scurt metraj.

## Filmografie

### Film și televiziune
| An        | Titlu                               | Rol                | Note                                        |
| --------- | ----------------------------------- | ------------------ | ------------------------------------------- |
| 1996      | The Peacock Spring                  | Una Gwithian       | BBC                                         |
| 2002      | Too Close To The Bone               |                    | scurt-metraj                                |
| 2004      | Out of Time                         | Receptionist       | scurt-metraj                                |
| 2004      | New Tricks                          | Totty              | invitată                                    |
| 2005      | Bodies                              | Beth Lucas         |                                             |
| 2007–2011 | Outnumbered                         | Jane               |                                             |
| 2007      | The Golden Compass                  | Nurse Clara        |                                             |
| 2008      | Sense and Sensibility               | Elinor Dashwood    | BBC                                         |
| 2008      | Bike Squad                          | WPC Julie Cardigan |                                             |
| 2008      | Trial & Retribution: To Kill A King | Sally Lawson       |                                             |
| 2008      | The Bank Job                        | Gale Benson        |                                             |
| 2010      | Lark Rise to Candleford             | Enid Fairley       | serial TV (1 episode)                       |
| 2011      | Lewis: Old, Unhappy, Far Off Things | Ruth Brooks        | ITV1                                        |
| 2012      | Eternal Law                         | Hannah English     | serial TV (6 episoade)                      |
| 2013      | Midsomer Murders                    | Hayley Brantner    | serial TV (1 episode: "Schooled in Murder") |
| 2013      | Having You                          | Lucy               | Feature film                                |
| 2013      | Summer in February                  | Laura Knight       | Feature film                                |
| 2014      | The Bletchley Circle                | Alice Merren       | serial TV (4 episoade)                      |
| 2015      | Mr. Holmes                          | Ann Kelmot         |                                             |
| 2015      | Ballot Monkeys                      | Siobhan Hope       |                                             |
| 2015      | The Outcast                         | Elizabeth Aldridge | serial TV (1 episode)                       |
| 2015      | Arthur and George                   | Miss Jean Leckie   | serial TV                                   |
| 2016      | Alice Through the Looking Glass     | Queen Elsemere     |                                             |
| 2016      | My Mother and Other Strangers       | Rose Coyne         | serial TV                                   |
| 2017      | Beauty and the Beast                | Agathe             |                                             |

### Teatru
| An        | Titlu                         | Rol                   | Note                                                 |
| --------- | ----------------------------- | --------------------- | ---------------------------------------------------- |
| 2001      | Love In A Wood                | Lucy                  | RSC Swan Theatre                                     |
| 2001      | Hamlet                        | Gentlewoman player    | RSC Stratford and Barbican                           |
| 2001      | The Prisoner's Dilemma        | Emilia                | RSC The Other Place and The Pit, Barbican            |
| 2002      | Night of the Soul             | Tracy                 | RSC The Pit, Barbican                                |
| 2002      | The Circle                    | Elizabeth             | UK tour                                              |
| 2003      | Arsenic and Old Lace          | Elaine                | Strand Theatre, 25 February–31 May                   |
| 2003      | Power                         | Louise de la Valliere | Cottesloe Theatre, 3 July–29 October                 |
| 2004      | Singer                        | Ruby                  | Oxford Stage Company, UK tour                        |
| 2004      | Euripides' Iphigenia at Aulis | Iphigenia             | Lyttelton Theatre, 22 June–7 September               |
| 2005      | Twelfth Night                 | Viola                 | West Yorkshire Playhouse, 21 September–22 October    |
| 2006      | See How They Run              | Penelope Toop         | UK tour                                              |
| 2006      | The Seagull                   | Nina                  | Olivier Theatre, 27 June–23 September                |
| 2008      | The City by Martin Crimp      | Clair                 | Royal Court Theatre, 24 April–7 June                 |
| 2008      | ...some trace of her          | Nastasya              | Cottesloe (National) Theatre; 23 July–21 October     |
| 2008–2009 | The Family Reunion            | Mary                  | Donmar Warehouse, 25 November 2008 – 10 January 2009 |
| 2009      | Time and the Conways          | Kate Conway           | National Theatre Lyttelton; 28 April–27 July         |
| 2010      | The Real Thing                | Annie                 | Old Vic; 10 April–5 June                             |
| 2011      | Plenty                        | Susan Traherne        | Crucible Theatre Studio, Sheffield; 8–26 February    |
| 2012      | A Doll's House                | Nora Helmer           | Young Vic; 29 June–26 July                           |

### Radio
| Year      | Title                                           | Role                | Notes                                          |
| --------- | ----------------------------------------------- | ------------------- | ---------------------------------------------- |
| 2006      | Trevor's World of Sport                         | Carrie              | invitată                                       |
| 2010–2011 | I, Claudius                                     | Agrippina the Elder | BBC Radio 4; 28 November 2010 – 2 January 2011 |
| 2010      | The Art of Deception                            | Jessica Brown       | BBC Radio 4; 20–24 December 2010               |
| 2012      | Miss MacKenzie                                  | Miss MacKenzie      | BBC Radio 4 Extra                              |
| 2013      | Welcome to Our Village, Please Invade Carefully | Katrina Lyons       | BBC Radio 2                                    |
| 2015-2017 | Doctor Who: Doom Coalition                      | Helen Sinclair      | Big Finish Productions                         |